# Geckoödlor
Geckoödlor (Gekkonidae) är en familj av ödlor som oftast är nattaktiva, och därför har stora ögon. Det förekommer emellertid så kallade daggeckos, företrädesvis inom släktet Phelsuma. De utmärks också av sin goda klätterförmåga, vilken möjliggörs av deras speciella fötter. De klättrar ofta till och med på vertikala glasrutor i terrarier. Det finns dock några arter inom familjen som har vanliga klor på fötterna. En sådan art är leopardgeckon som lever i Afghanistan. De flesta arter lever i fuktig skog.
Ett bett av en tokaygecko är mycket kraftigt och smärtsamt, och det är svårt att få en tokaygecko att släppa taget. På grund av käkmusklernas starka sammandragning sänks ofta ögonen in i huvudet i samband med bettet. Det finns två sätt att få en tokaygecko att släppa taget med sina käkar: att häva upp den, eller hålla kroppsdelen med tokaygeckon under vatten. De flesta andra arterna är ofarliga för människor. En tokaygecko behöver inte särskilt stort utrymme om man har den som husdjur. Den äter gärna stora insekter och musungar. 

## Etymologi
Namnet kommer från en av de större arterna, den asiatiska tokaygeckon (Gekko gecko), vilken som revirrop upprepar ett ljud som låter som geh-kåååå, geh-kåååå, geh-kååå, cirka tre gånger med jämna mellanrum. Under antiken betecknades arterna vid Medelhavet med det gammalgrekiska ordet ascalabotes eller det latinska ordet stellio, som båda betyder fläckig ödla. Enligt en annan teori kan ursprånget till namnet gecko vara ett namn som mellan 1100- och 1500-talet var vanligt på Sri Lanka. Det består av delarna gē (hus) och go (ödla).

## Geckofotens fästförmåga

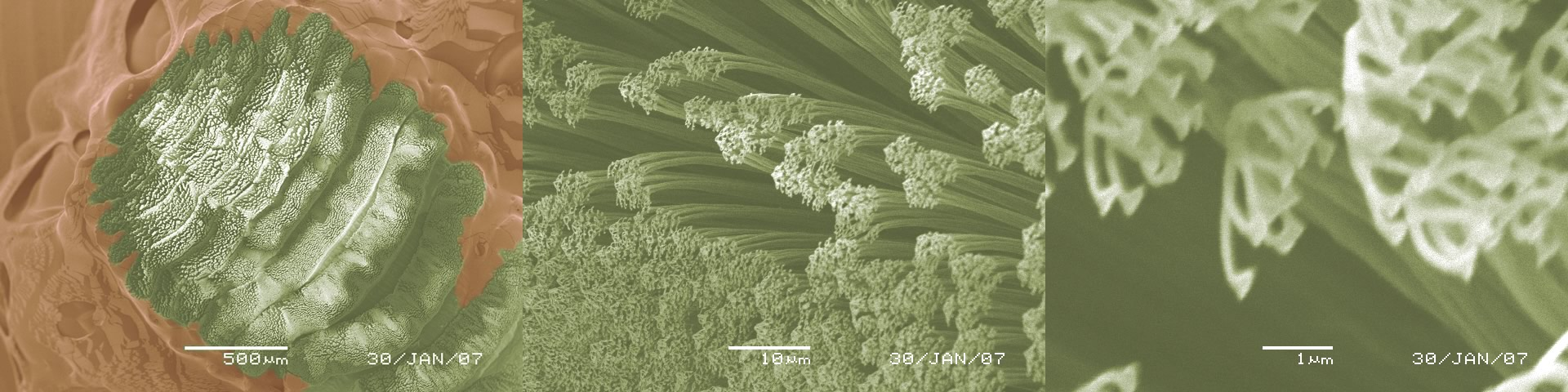
En geckotå i olika förstoring, fotograferad genom svepelektronmikroskop.

På undersidan av geckons fötter har den små hår, så kallade häftlameller (setae), som delar sig och utmynnar i flera platta ändar (spatulae). Geckon har omkring 5300 setae/mm² på sina fötter, och det kan finnas flera hundra spatulae på varje seta. Varje spatula är cirka 0,5 μm i diameter. Det är dessa platta ändar som i kontakt med underlaget skapar de van der Waals-krafter som behövs för att geckoödlan ska kunna hålla sig kvar på underlaget.
När geckoödlan fäster vid underlaget plattar den ut spatulae och trycker dem mot underlaget, och gör på så vis kontaktytan och därmed fästförmågan så stor som möjligt. Teoretiskt skulle en geckoödla kunna generera en kraft på upp till 1300 Newton med alla sina setae. Detta är tillräckligt stor kraft för att klara av att belastas med en vikt på cirka 130 kg. I laboratorier har man gjort mätningar som visar att framfötterna hos tokaygeckon, som har en sammanlagd area på 227 mm², klarar av en sammanlagd belastning på upp till 2 kg. Detta betyder att det endast skulle krävas en yta av cirka 85 cm² täckt med setae – ungefär en handflata – för att klara av att bära upp en människa på 75 kg. Skillnaden mellan de teoretiska och de praktiskt uppmätta värdena härrör från att maximal kraft endast erhålls om alla setae är riktade åt samma håll, vilket de inte är i verkligheten.
Det finns andra djur med varierande kroppsvikt som också har utvecklat häftmekanismer i form av små hår på sina fötter, till exempel flugor och spindlar. Längden på håren varierar beroende på art, från några hundra nanometer upp till några mikrometer, och densiteten hos håren ökar med djurets kroppsvikt.
Forskare har redan lyckats härma fästmekanismen genom att tillverka artificiella setae. Dessa är ännu inte lika raffinerade som de hos geckoödlan, men det är troligt att man snart utvecklat "gecko-tejp", det vill säga tejp som använder sig av konstgjorda setae i nanostorlek istället för klister. Sådan tejp kommer troligtvis att ha starkare häftförmåga än många av de traditionella tejper som finns på marknaden idag, kan appliceras om och om igen, och kanske också användas i exempelvis skor eller däck.
Bland förespråkare för intelligent design brukar geckoödlans fot anföras som ett exempel på irreducibel komplexitet.

## Utbredning
Familjens arter lever på alla kontinenter med undantag av Antarktis. I Europa finns de i Medelhavsområdet, i Asien norrut till Mongoliet och i Nordamerika norrut till södra Utah. På södra jordklotet når de fram till Stewart Island söder om Nya Zeeland och Eldslandet. I östra USA vandrade den introducerade arten Hemidactylus turcicus från Florida fram till Maryland.

## Ekologi
Arterna äter främst insekter och andra leddjur. De är vanligen aktiva på natten. Av vissa arter förekommer många individer i ett begränsat område. Till exempel finns av arten Sphaerodactylus macrolepis som lever på Amerikanska Jungfruöarna upp till 52 800 exemplar på en hektar.

## Systematik
Fram till 2010-talet blev ungefär 1500 arter fördelade på cirka 120 släkten beskrivna. I några släkten ingår endast en art och andra släkten som Sphaerodactylus, Cnemaspis och Cyrtodactylus har 100 till 170 medlemmar.

## Bilder

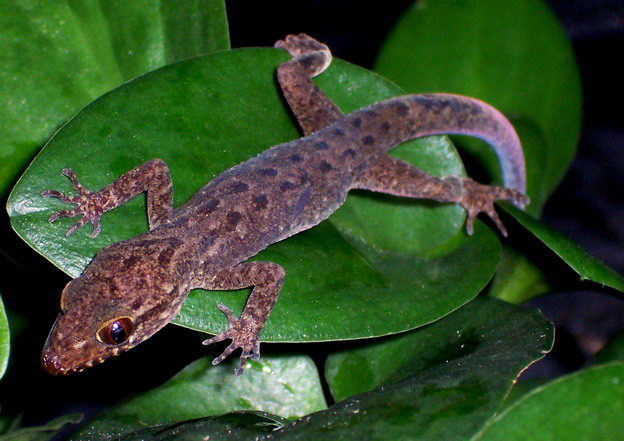
Cyrtodactylus marmoratus.
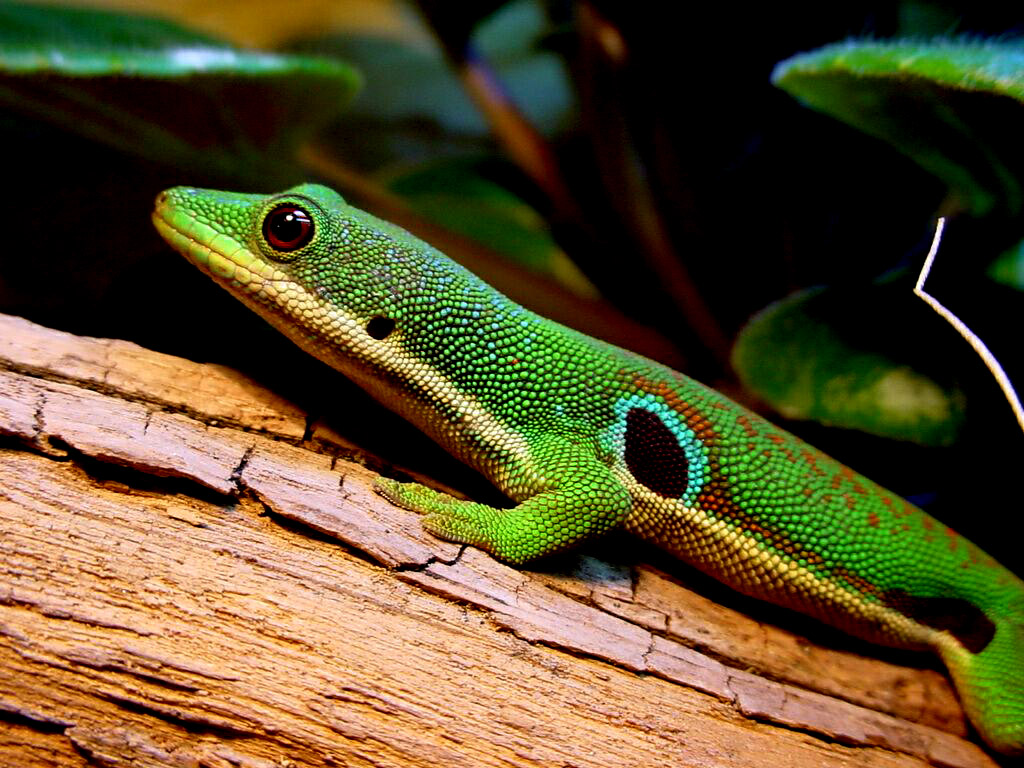
Phelsuma quadriocellata.
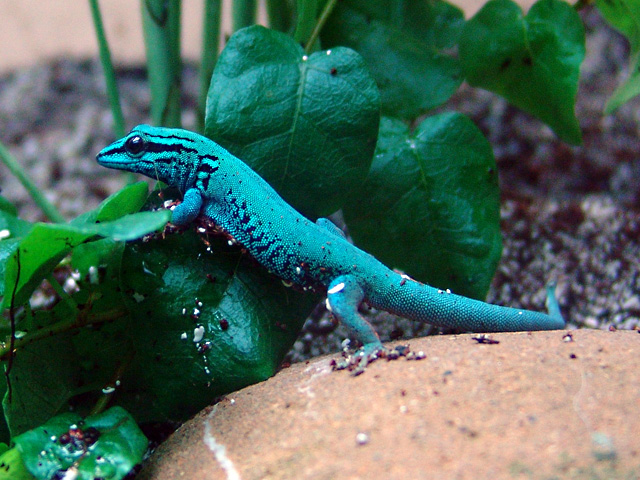
Lygodactylus williamsi.
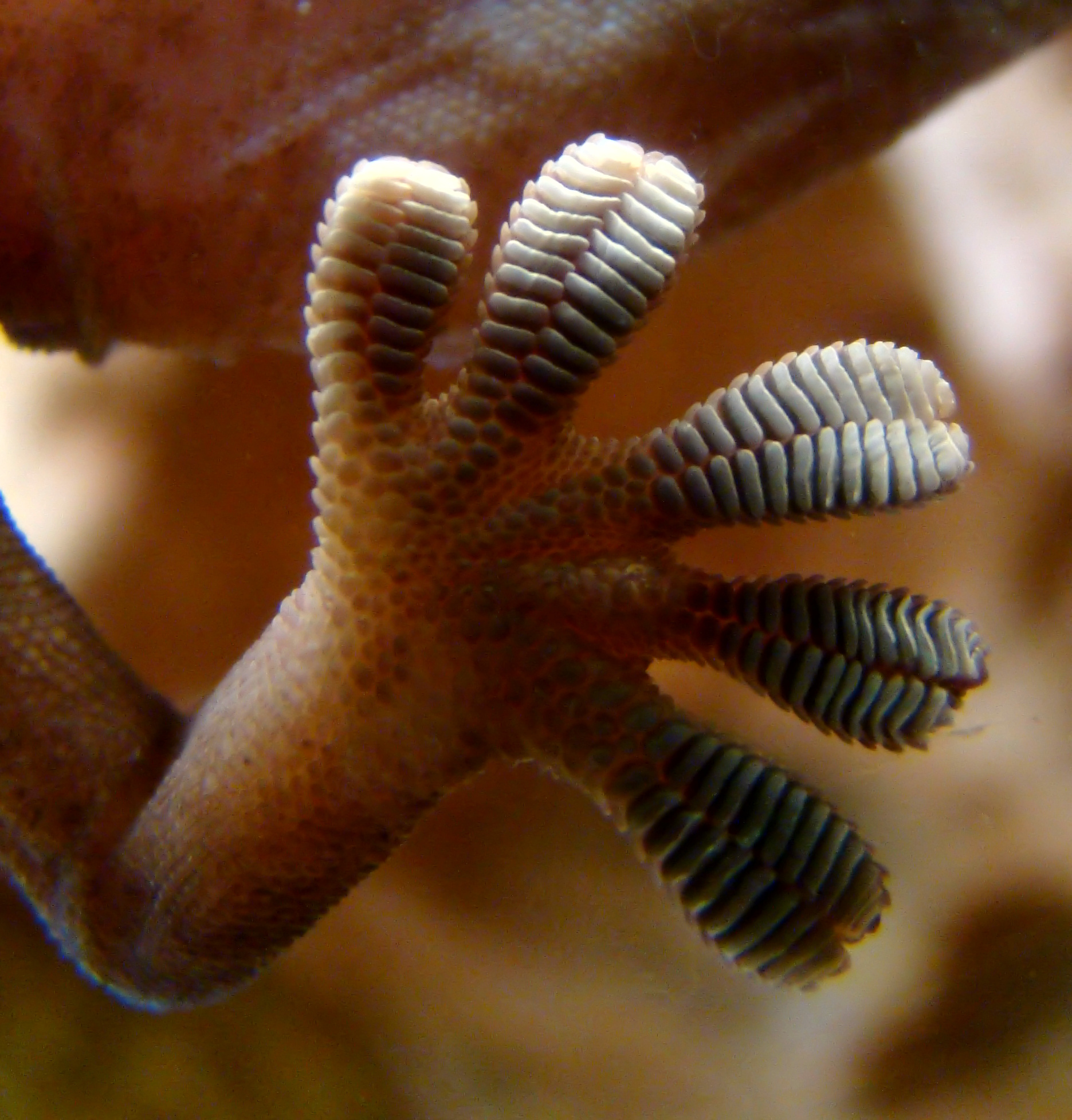
Geckofot.

## Relationen till människor
Sprickor i murar som skapades av människor används ofta av geckoödlor som gömställen. Kring människans avfallshögar lever flera av geckoödlornas byten. Att få syn på en geckoödla anses i flera regioner som ett tecken för lycka. Några arter används i den traditionella medicinen och ett fåtal äts som viltkött. I Europa och Nordamerika hölls flera individer som terrariedjur.